# أمريكا غوت تالنت الموسم الأول
تم عرض الموسم الأول من أمريكا غوت تالنت في 21 يونيو 2006 واختتم في 17 أغسطس 2006. وجرت جولة الاختبار في أبريل 2006، ووقعت في لوس أنجلوس ونيويورك وشيكاغو. ريجيس فيلبين كان المضيف لهذا الموسم. ديفيد هاسيلهوف، براندي نوروود، وبيرس مورغان كانوا الحكام. الفائزة بهذا الموسم كانت بيانكا رايان.

## وصلات خارجية
- الموقع الرسمي